# Králova Lhota, Rychnov nad Kněžnou
Králova Lhota là một làng thuộc huyện Rychnov nad Kněžnou, vùng Královéhradecký, Cộng hòa Séc.